# Элиста
Элиста́ (от калм. Элст — песчаный; в 1944—1957 годах — Степно́й) — город на юге европейской части России.
Столица и крупнейший город Республики Калмыкия. Центр Элистинского городского округа. Расположен в балке одноимённой реки в юго-восточной части возвышенности Ергеня, в 1300 км к юго-востоку от Москвы.
Население: 104 082 чел. (2025), площадь: 92,36 км².

## Этимология
Селение возникло в 1865 году. Название селения дано по гидрониму реки Элиста (известна также как «Элистинка»), в основе которого калмыцкое элсн (элсен) — «песок, песчаный».
С 1930 года селение получило статус города Элиста. После депортации калмыков и ликвидации Калмыцкой АССР, 25 мая 1944 года указом № 129 Президиума Верховного Совета СССР Элиста была переименована в город «Степной». В 1957 году восстановлено исконное название «Элиста».

## История
В 1845 году российский император Николай I издал указ об обле́сении Калмыцкой степи. Первые посадки были сделаны лесным департаментом в 1853 году на юге Ергеней и в балке Элисте. Для увеличения площади лесных насаждений была необходима рабочая сила, поэтому лесной департамент ходатайствовал перед министерством государственных имуществ об организации поселения Элистинской лесной плантации.
Кумо-Маныческая научная экспедиция под руководством учёного Костенкова наметила в 1859—1861 годы 15 мест для образования поселений вдоль Крымского тракта между станцией Крестовской и Астраханью, в том числе и в балке Элисте.
До образования первого поселения, в балке Элиста устраивали свои стоянки калмыки, кочевавшие по Манычу. Калмыки называли это место Эльстой (калм. песчаный) за то, что весь левый северный склон балки представлял собой рыхлые пески. Это название закрепилось и за возникшим здесь селом. Основателем Элисты считается бывший русский крепостной крестьянин Степан Прокопьевич Кийков, который по совету калмыка Болы весной 1862 года построил первую землянку в балке Элиста-Сале. К осени 1865 года в селении насчитывалось 15 дворов. Этот год считается годом основания города. Широкую известность Элисте принесли самые крупные в калмыцкой степи ярмарки скота.
Административно село относилось к Крестовской волости Черноярского уезда Астраханской губернии. Впоследствии стало центром Элистинской волости. В 1907 году Элиста становится центром Манычского улуса Калмыцкой степи Астраханской губернии. Были построены здание улусного управления, школа-интернат, больница. В 1912 году была подведена телеграфная линия от села Ремонтного.
В феврале 1918 года была установлена советская власть. 4 ноября 1920 года издаётся постановление о создании Автономной области калмыцкого народа. Временно органы власти и управления области были размещены в Астрахани.
В 1925 году V съезд советов Калмыкии принимает решение о переносе центра области в Элисту. 29 апреля 1926 года ВЦИК утверждает решение съезда и даёт указание СНК РСФСР оказать Калмыцкому облисполкому необходимую помощь в строительстве нового города. Оно началось в 1927 году, когда СНК РСФСР принял постановление о перенесении центра Калмыцкой автономной области из Астрахани в Элисту. Были выделены средства на строительство административных, культурных, бытовых зданий и жилых домов. 27 мая 1928 года в связи с переездом сюда всех областных учреждений состоялось торжественное открытие работы пленума областного исполнительного комитета. 10 марта 1930 года Президиум ВЦИК постановил село Элиста Калмыцкой автономной области преобразовать в город, объединив его со строящимся городом того же наименования.
12 августа 1942 года в ходе Великой Отечественной войны город был оккупирован немецко-фашистскими войсками. Во время оккупации действовали советское подполье и калмыцкий кавалерийский корпус), в окрестностях — два партизанских отряда. В это время в пригороде, в балке Гашун оккупационные власти расстреливали мирных жителей и партизан. 9 сентября 1942 года было расстреляно 600 евреев, проживавших в городе. 31 декабря 1942 года Элиста была освобождена Красной Армией. Отступая, немецкие войска почти полностью сожгли город.
28 декабря 1943 года калмыцкий народ наряду с народами Кавказа был насильно депортирован в Сибирь, Северный Казахстан и Дальний Восток. В период с 1943 по 1957 год Калмыцкая АССР была упразднена. 25 мая 1944 года указом № 129 Президиума Верховного Совета СССР Элиста была переименована в город Степной и стала центром Степновского района, который сначала входил в Астраханскую область, а с 1952 года — в Ставропольский край. После ликвидации Калмыцкой автономии и депортации калмыков город практически не восстанавливался, находясь в руинах. В результате оставшиеся жители ютились главным образом на окраине города, в так называемом селе. 13 лет простоял разрушенным Дом Советов (ныне главный корпус КГУ). В черте города функционировали колхоз им. Сталина, мельница и небольшой молочный завод.
Активное восстановление столицы началось только в 1957 году после развенчания культа личности Сталина, реабилитации калмыков и принятия решения о восстановлении калмыцкой автономии. 6 ноября 1969 года был открыт железнодорожный вокзал и введена в эксплуатацию железнодорожная ветка до станции Дивное, стали действовать заводы железобетонных конструкций, крупнопанельного домостроения и силикатного кирпича, керамзитовый завод.
В 1970—1980 годах продолжалось жилищное строительство, открылись новые культурные и образовательные учреждения. В эти годы автодороги Элиста — Астрахань и Элиста — Волгоград получают асфальтовое покрытие.
В 1988 году произошла массовая вспышка ВИЧ-инфекции. В 1998 году в Элисте прошла 33-й Всемирная шахматная олимпиада. Для проведения олимпиады был построен шахматный городок Сити-Чесс. Сегодня в нём проводятся республиканские, общероссийские и международные соревнования по шахматам, а также деловые и культурные встречи.
В 1990—2000 годах начинается строительство памятников, зданий, которые отражают культурную традицию калмыцкого народа. Город становится одним из буддийских центров России.

## Физико-географическая характеристика

### Географическое положение
Город находится в юго-восточной части Ергенинской возвышенности. Практически полностью город в верхней части долины реки Элисты. Исток реки расположен в западной части города. Она пересекает город с запада на восток, разделяя его две неравные части: северную (большую по площади) и южную. Склоны долины расчленены балками и оврагами второго и третьего порядка (Кобылья балка, балка Гурвн-Сала и др.). В основном, южный склон балки Элиста более крутой, северный — более пологий. Высоты над уровнем моря в пределах города изменяются от 211 метров в районе телевизионной вышки в западной части города и 193,5 метров в районе железнодорожной станции Элиста до менее, чем 70 метров в месте выхода реки Элисты за пределы города. В целом, гидрографическая сеть города развита слабо и, помимо реки представлена родниками, небольшими ручьями и созданными на них прудами. Единственный водоём на территории города, открытый для купания — Колонский пруд.
| С-З | Москва ~ 1250 км Воронеж ~ 610 км Волгодонск ~ 230 км | Нижний Новгород ~ 1300 км Саратов ~ 650 км Волгоград ~ 260 км  | Казань ~ 1300 км Самара ~ 1100 км Оренбург ~ 1400 км | С-В |
| З   | Ростов-на-Дону ~ 480 км Сальск ~ 270 км               | Роза ветров                                                    | Астрахань ~ 300 км Лагань ~ 310 км                   | В   |
| Ю-З | Ставрополь ~ 260 км Краснодар ~ 500 км Сочи ~ 750 км  | Будённовск ~ 250 км Минеральные Воды ~ 360 км Тбилиси ~ 780 км | Махачкала ~ 560 км Баку ~ 900 км                     | Ю-В |

### Климат
Климат умеренный, резко-континентальный и отличается малым количеством осадков как летних (190—225 мм.), так и зимних (100—125 мм.), сухостью воздуха и высокими температурами. Каспийское море никакого воздействия на климат не оказывает. Элиста, после Астрахани и Волгограда, является третьим самым засушливым административным центром РФ.
Зимы короткие, малоснежные. Глубина снежного покрова обычно бывает около 10 см, максимальная 33 см. Средняя температура февраля: −4,1 ºС. Зимой могут наблюдаться оттепели, резкие амплитудные колебания температуры, в результате — гололёды. В основном погода в Элисте зимой характеризуется температурой −8…−10 ºС, но часто бывают амплитудные колебания в сторону потепления. Иногда температура падает до −20 ºС. Абсолютный минимум температур достигает −34…−36 ºС. Весна наступает рано и уже в мае температура не опускается ниже +20 ºС.
Тёплый период продолжается 240—275 дней. Особенностями климата являются продолжительное солнечное сияние, восточные суховеи. Летом может насчитываться до 120 дней с суховеями. Засухи здесь очень часты: 4 года из 10 лет бывают засушливыми. Средняя температура июля: +24,9 ºС, обычной для июля является температура +35 ºС. Абсолютные максимумы температур достигают +40…+44 градусов. Вегетационный период (с прогретым воздухом от +10 градусов) длится 180—213 дней.
Погодные условия осенью очень тёплые, иногда идут кратковременные дожди вплоть до ноября. Осенью в городе дуют очень сильные, иногда даже шквалистые ветра. Годовая амплитуда температур составляет 80-90 градусов.
Элиста благодаря своему месторасположению получает много солнечной радиации. Количество суммарной солнечной энергии равняется 115 ккал/см2. Длительность солнечного сияния насчитывает 2180—2250 часов ежегодно.
| Показатель                                   | Янв.  | Фев.  | Март  | Апр.  | Май  | Июнь | Июль | Авг. | Сен. | Окт.  | Нояб. | Дек. | Год   |
| -------------------------------------------- | ----- | ----- | ----- | ----- | ---- | ---- | ---- | ---- | ---- | ----- | ----- | ---- | ----- |
| Абсолютный максимум, °C                      | 14,1  | 18,0  | 22,2  | 32,5  | 37,1 | 41,1 | 42,7 | 44,0 | 37,5 | 30,0  | 23,5  | 18,0 | 44,0  |
| Средняя температура, °C                      | −4    | −4,1  | 1,7   | 10,2  | 16,5 | 21,7 | 24,9 | 23,8 | 17,3 | 9,9   | 2,4   | −2,3 | 9,8   |
| Абсолютный минимум, °C                       | −34,1 | −31,5 | −27,1 | −10,7 | −1,1 | 5,0  | 8,0  | 6,0  | −3,3 | −14,1 | −27,7 | −30  | −34,1 |
| Норма осадков, мм                            | 25    | 20    | 27    | 30    | 43   | 50   | 35   | 28   | 31   | 32    | 30    | 28   | 349   |
| Источник: ФГБУ "ВНИИГМИ-МЦД" Thermo-Karelia. |       |       |       |       |      |      |      |      |      |       |       |      |       |

| Показатель                        | Янв. | Фев. | Март | Апр. | Май  | Июнь | Июль | Авг. | Сен. | Окт. | Нояб. | Дек. | Год  |
| --------------------------------- | ---- | ---- | ---- | ---- | ---- | ---- | ---- | ---- | ---- | ---- | ----- | ---- | ---- |
| Средний суточный максимум, °C     | −0,8 | −0,4 | 7,6  | 15,0 | 23,5 | 30,5 | 32,5 | 31,1 | 24,0 | 16,5 | 5,3   | 0,0  | 15,5 |
| Средняя температура, °C           | −2,4 | −2,1 | 3,5  | 10,0 | 17,8 | 24,1 | 26,2 | 24,8 | 18,3 | 11,7 | 2,3   | −1,8 | 11,0 |
| Средний суточный минимум, °C      | −8,8 | −8,4 | 2,8  | 5,0  | 12,1 | 17,7 | 20,3 | 18,5 | 12,7 | 6,2  | −0,0  | −3,8 | 6,5  |
| Источник: www.weatheronline.co.uk |      |      |      |      |      |      |      |      |      |      |       |      |      |

| Солнечное сияние, часов за месяц. | Солнечное сияние, часов за месяц. | Солнечное сияние, часов за месяц. | Солнечное сияние, часов за месяц. | Солнечное сияние, часов за месяц. | Солнечное сияние, часов за месяц. | Солнечное сияние, часов за месяц. | Солнечное сияние, часов за месяц. | Солнечное сияние, часов за месяц. | Солнечное сияние, часов за месяц. | Солнечное сияние, часов за месяц. | Солнечное сияние, часов за месяц. | Солнечное сияние, часов за месяц. | Солнечное сияние, часов за месяц. |
| Месяц                             | Янв                               | Фев                               | Мар                               | Апр                               | Май                               | Июн                               | Июл                               | Авг                               | Сен                               | Окт                               | Ноя                               | Дек                               | Год                               |
| Элиста                            | 71                                | 87                                | 130                               | 201                               | 276                               | 300                               | 326                               | 298                               | 237                               | 167                               | 72                                | 43                                | 2208                              |
| --------------------------------- | --------------------------------- | --------------------------------- | --------------------------------- | --------------------------------- | --------------------------------- | --------------------------------- | --------------------------------- | --------------------------------- | --------------------------------- | --------------------------------- | --------------------------------- | --------------------------------- | --------------------------------- |

Средняя скорость ветра в городе: 5,4 м/с.
| Скорость ветра      | Скорость ветра | Скорость ветра | Скорость ветра | Скорость ветра | Скорость ветра | Скорость ветра | Скорость ветра | Скорость ветра | Скорость ветра | Скорость ветра | Скорость ветра | Скорость ветра | Скорость ветра |
| Месяц               | Янв            | Фев            | Мар            | Апр            | Май            | Июн            | Июл            | Авг            | Сен            | Окт            | Ноя            | Дек            | Год            |
| Скорость ветра, м/с | 6,0            | 6,1            | 5,4            | 5,6            | 5,3            | 5,0            | 4,7            | 5,2            | 5,3            | 5,5            | 5,3            | 5,6            | 5,4            |
| ------------------- | -------------- | -------------- | -------------- | -------------- | -------------- | -------------- | -------------- | -------------- | -------------- | -------------- | -------------- | -------------- | -------------- |

### Часовой пояс
Элиста находится в часовой зоне МСК (московское время). Смещение применяемого времени относительно UTC составляет +3:00.
В соответствии с применяемым временем и географической долготой средний солнечный полдень в Элисте наступает в 12:03.

## Население
| 1880     | 1888     | 1897     | 1905     | 1908     | 1914     | 1931     | 1933     | 1939     | 1959     | 1962     | 1967     |
| -------- | -------- | -------- | -------- | -------- | -------- | -------- | -------- | -------- | -------- | -------- | -------- |
| 331      | ↗1178    | ↗1200    | ↗1337    | ↗1448    | ↗1507    | ↗7318    | ↗9000    | ↗17 128  | ↗23 171  | ↗31 000  | ↗43 000  |
| 1970     | 1973     | 1976     | 1979     | 1982     | 1985     | 1986     | 1987     | 1989     | 1990     | 1991     | 1992     |
| ↗49 827  | ↗56 000  | ↗64 000  | ↗70 282  | ↗76 000  | ↗84 000  | ↘83 000  | ↗85 000  | ↗89 695  | ↗91 000  | ↗93 000  | →93 000  |
| 1993     | 1994     | 1995     | 1996     | 1997     | 1998     | 1999     | 2000     | 2001     | 2002     | 2003     | 2004     |
| ↘92 000  | ↗93 000  | ↗94 000  | ↗96 000  | ↗98 000  | ↗100 000 | ↗101 700 | ↗101 988 | ↗107 800 | ↘104 254 | ↗104 300 | ↘103 800 |
| 2005     | 2006     | 2007     | 2008     | 2009     | 2010     | 2011     | 2012     | 2013     | 2014     | 2015     | 2016     |
| ↘103 300 | ↘103 000 | ↘102 700 | ↘102 600 | ↗102 805 | ↗103 749 | ↘103 504 | ↗104 125 | ↗104 238 | ↘104 017 | ↗104 387 | ↘104 005 |
| 2017     | 2018     | 2019     | 2020     | 2021     | 2023     | 2024     | 2025     |          |          |          |          |
| ↘103 899 | ↘103 132 | ↘102 618 | ↗103 122 | ↘102 583 | ↘102 428 | ↗103 219 | ↗104 082 |          |          |          |          |

На 1 января 2025 года по численности населения город находился на 165-м месте из 1124 городов Российской Федерации. Единственный город Республики Калмыкия с численностью населения свыше ста тысяч человек.
Национальный состав
| Калмыки                                                                   | 3 494 (20,4 %)  | 68 303 (65,8 %) |
| Русские                                                                   | 13 074 (76,3 %) | 25 931 (25,0 %) |
| Казахи                                                                    | 36 (0,2 %)      | 625 (0,6 %)     |
| Украинцы                                                                  | 187 (1,1 %)     | 467 (0,45 %)    |
| Армяне                                                                    | 59 (0,3 %)      | 309 (0,3 %)     |
| Цыгане                                                                    | …               | 309 (0,3 %)     |
| Показаны народы c численностью более 300 человек по состоянию на 2010 год |                 |                 |

По итогам переписи населения 2020 года проживали следующие национальности (национальности менее 0,1 % и другое см. в сноске к строке «Другие»):
| Национальность | Численность, чел. | Доля     |
| -------------- | ----------------- | -------- |
| Калмыки        | 71 685            | 69,88 %  |
| Русские        | 17 855            | 17,41 %  |
| Казахи         | 539               | 0,53 %   |
| Туркмены       | 399               | 0,39 %   |
| Узбеки         | 277               | 0,27 %   |
| Азербайджанцы  | 219               | 0,21 %   |
| Украинцы       | 183               | 0,18 %   |
| Армяне         | 180               | 0,18 %   |
| Корейцы        | 162               | 0,16 %   |
| Чеченцы        | 159               | 0,15 %   |
| Даргинцы       | 146               | 0,14 %   |
| Татары         | 143               | 0,14 %   |
| Другие         | 10 636            | 10,36 %  |
| Итого          | 102 583           | 100,00 % |

## Официальная символика
Официальными символами города являются герб и флаг Элисты.
Современный герб города Элисты утверждён решением Элистинского городского Собрания от 26 августа 2004 г. № 9. Геральдическое описание герба города Элисты гласит:

«Герб города Элисты представляет собой геральдический щит, состоящий из трёх цветных полей. Красная часть поля — это выполненные в восточном стиле символические ворота, на фоне которых написано название города „Элиста“. Своё название город получил по балке, один склон которой был песчаным „элст“. Спускающийся от ворот белый хадак, символ благопожелания в буддизме, с выполненной золотом калмыцким письмом „тодо-бичиг“ надписью „Элиста“, олицетворяет сам народ, его древнюю историю, культуру, его духовные корни. Историю города продолжает правая часть герба. На зелёном поле изображены три белоснежные кибитки с входами обращёнными к зрителю, что символизирует гостеприимство и открытость калмыцкого народа. Калмыки устраивали свои летние кочевые стоянки в балке Элиста, которая была богата родниками, здесь была зелень, изобилие и жизнь. Это явилось залогом мирного благополучия и счастья народа. Завершает композицию синее поле с красным диском солнца. Опоэтизированное народом „вечно синее небо“ символизирует чистоту, постоянство, надёжность. А Солнце связывается с понятием жизни — щедрой, благополучной, счастливой. Красный цвет Солнца обусловлен этническим самоназванием калмыцкого народа („улан залата хальмгуд“). Таким образом, герб столицы Республики Калмыкии города Элисты воплощает в себе историю города и характеризует народ».

Современный флаг города Элисты утверждён решением Элистинского городского собрания от 16 июня 2004 года № 22.

«Символика флага упрощенно воспроизводит символику герба города. Выбор цветов флага обусловлен местными национальными традициями. Цвет белой полосы — символ чистоты и мира. Цвет синей полосы флага — символ неба, вечности, открытости, величия, цвет небесной сферы, используемый во многих символиках народов мира. Жёлтая полоса символизирует великодушие — традиционный цвет, принятый в буддизме. Солнце — символ постоянства, ниспосылающее добродетель и благополучие. Красное Солнце выполнено в виде стилизованного круглого диска с двенадцатью лучами, распространяющими свет и добро всему сущему, живущему под небом и солнцем. Число „12“ — количество периодов, циклов в отсчете времени, принятых в восточном буддийском летоисчислении».

## Планировка города
В настоящее время город — это территория в 92,36 км², представляющая собой центральную часть со смешанной застройкой, 10 микрорайонами со средне- и многоэтажной застройкой, а также кварталами малоэтажной застройки преимущественно на юге, западе и северо-западе города. В целях территориального планирования отдельные части города условно объединяют в жилые массивы (Юго-Западный, Западный, Северо-Западный, Южный, Восточный) — расчётные градостроительные районы. Промышленными кварталами являются Северная и Восточная промышленные зоны. Генеральный план Элисты предусматривает поэтапный вывод промышленных предприятий из Восточной промышленной зоны и её последующую застройку.
Районы города являются территориально-планировочными единицами и не имеют отдельных органов власти и управления. Действующий генеральный план города утверждён решением Элистинского городского собрания № 1 от 1 июля 2010 года.
В Элисте более 450 улиц, площадей, переулков, проездов, въездов и тупиков. Главной улицей является улица Ленина, пересекающая практически весь город с запада на восток. В Элисте три проспекта (Чонкушова, Остапа Бендера и О. И. Городовикова). Центральной площадью является площадь В. И. Ленина.
Площадь зелёных насаждений в черте города невелика. В центральной части имеется парк культуры и отдыха «Дружба». На противоположном берегу реки Элисты сохранился памятник природы «Дубовая роща». В 2012 году был заложен фруктовый сад в восточной части города, у памятника «Исход и Возвращение».
- Площадь Ленина
- Сити-Чесс
- Улица Эсамбаева

## Экономика

### Промышленность
Промышленное производство представлено предприятиями нефтегазового комплекса, обрабатывающей промышленности (пищевая, швейная и полиграфическая промышленность), а также занимающимися производством и распределением электроэнергии, газа и воды. Среди крупнейших городских предприятий ПАО «Калмнефть», нефтяное предприятие, осуществляющее разведочное и эксплуатационное бурение на открытых месторождениях, НАО «Газпром газораспределение Элиста», предприятие, осуществляющее поставку, транспортировку и добычу природного газа, НАО «КалмТатнефть», предприятие по разведке и добыче нефти.
Пищевая и швейная промышленность представлена малыми и средними предприятиями. Основным предприятием в области целлюлозно-бумажного производства, издательской и полиграфической деятельности является типография «Джангар». Производство и распределение электроэнергии осуществляют следующие предприятия: ПАО «Калмэнергосбыт», ПАО «Южная межрегиональная энергетическая компания», ПАО «Калмэнергоком», ПАО «Калмэнерго». Производство и распределение газа и воды осуществляют НАО «Газпром газораспределение Элиста», МУП «Элиставодоканал», ПАО «Энергосервис».
Развит строительный комплекс. Строительством многоквартирных домов занимаются ООО «Бетоинвест», ООО «Южная строительная Компания» (ЮСК), ООО «Пластсервис», ООО «Лотос».

### Транспорт
Элиста — важный автотранспортный узел. Транспортное сообщение с другими городами осуществляется через автодороги федерального и регионального значения:
- Р216 Ставрополь — Элиста — Астрахань. Участок Элиста — Дивное введён в эксплуатацию в 1959—1963 годах, Элиста — Астрахань — в 1980 году;
- Р22 Элиста — Волгоград. Строительство завершено в 1980 году;
- Элиста — Арзгир — Минеральные Воды. Строительство завершено в 2001 году;
- Элиста — Ремонтное — Зимовники[81].

Общая протяжённость автомобильных дорог общего пользования местного значения по состоянию на конец 2010 года составила 286,14 км, в том числе с твёрдым покрытием 167,65 километра. Протяжённость улиц и дорог города (включая сельские населённые пункты, подчинённые администрации города), не имеющих твёрдого покрытия, составляет 118,49 км или 41,4 % от общей протяжённости дорог в городе.
Недостаточное бюджетное финансирование на содержание дорожного хозяйства привело к тому, что практически все дороги местного значения города находятся в неудовлетворительном состоянии. Протяжённость автодорог, требующих проведения капитального ремонта, реконструкции составляет 70 % от общей протяжённости (по состоянию на 2010 год).
Внутригородские перевозки пассажиров осуществляются в основном маршрутными такси. В 2010 году на городских и пригородных маршрутах работало 490 маршрутных «Газелей» и 464 индивидуальных предпринимателей. В августе 2013 года возобновлена работа муниципальных автобусов (по состоянию на март 2019 года работает 41 единица муниципальных автобусов, принадлежащих КП РК «Информационно-правовое агентство»). С 29 апреля 2013 года оплата проезда на большинстве маршрутов составляет 12 рублей. Стоимость проезда в муниципальных автобусах и маршрутных такси на отдельных внутригородских маршрутах составляет 10 рублей. С 1 августа 2019 года стоимость проезда в маршрутных такси увеличилась до 15 рублей, в автобусах до 12 рублей. В конце марта 2020 года в связи с карантином, введённым из-за распространения коронавирусной инфекции по всей России, общественный транспорт временно прекратил свою работу. 9 июня 2020 года общественный транспорт возобновил свою работу в новом формате. В то же время, КП РК «Информационно-правовое агентство» прекратило свою деятельность по перевозке пассажиров на муниципальных маршрутах города в связи с передачей автобусов в МАУ «ЭлистаГорТранс», которое в настоящее время осуществляет перевозку пассажиров на маршрутах общественного транспорта города Элисты. К 2021 года автопарк был пополнен новыми отечественными микроавтобусами марки «Газель NEXT» в составе 12 штук, также стали курсировать 7 новых автобусов «ЛИАЗ-4292», полученных Калмыкией в дар от правительства Москвы.
Развито междугороднее автобусное сообщение, с городского автовокзала отправляются автобусные рейсы в крупнейшие города юга России (Ставрополь, Ростов-на-Дону, Волгоград и др.), а также в Москву и Санкт-Петербург.
Железнодорожное сообщение с другими городами осуществляется по ветке Элиста — Дивное СКЖД. Станция Элиста является тупиковой. В конце 1990-х годов из-за убыточности перевозок пассажирское железнодорожное сообщение было приостановлено. В 2006 году был отменён единственный поезд № 953/954 Элиста — Ставрополь, до 2008 года курсировали беспересадочные вагоны Москва (Павелецкий вокзал) — Элиста. В 2016 году было восстановлено пассажирское железнодорожное сообщение со Ставрополем и курсирование вагонов беспересадочного сообщения по маршруту Элиста — Ставрополь — Москва. На июнь 2016 года периодичность сообщения составляла 3 пары рейсов в неделю. С начала октября 2016 года вагоны до Элисты курсировать перестали из-за убыточности.
Авиационное сообщение обеспечивает аэропорт Элиста. В настоящее время перевозки пассажиров по маршрутам Элиста-Москва, Элиста-Сочи, Элиста-Ростов-на-Дону осуществляет авиакомпания Азимут самолётами Сухой Суперджет, также перевозки пассажиров по маршруту Элиста-Москва осуществляет авиакомпания Руслайн самолётами CRJ-100.
В 1997 году ОАО «Аэропорт Элиста» (ранее ФГУП «Элистинский объединённый авиационный отряд») прекратило перевозку пассажиров и грузов собственным парком воздушных судов, в настоящее время обеспечивает функционирование и деятельность аэропорта «Элиста».
| Список маршрутов г. Элиста | Список маршрутов г. Элиста |
| Номер                      | Маршрут |
| -------------------------- | --- |
| 1                          | Западная подстанция - Авторынок - Школа №2 - Гостиница - КГУ - ул. Клыкова ─ ул. Пюрбеева ─ ул. Эсамбаева - маг. "Энергия"                                                                                            |
| 2                          | ЖДВ - Муз. Училище ─ Рес. Больница - Р-н "Айс" - Гостиница - 23 школа - РЭО ГАИ ─ ул. Демьяновская - маг. Дорожный |
| 5                          | ул. Северная - мкр. "Молодёжный" ─ 1 мкр. - Гостиница - КГУ - ул. Клыкова - средняя школа № 17 - 6 мкр. |
| 6                          | ЖДВ - ул. Рокчинского - Детская больница - Муз. Училище ─ Рес. Больница - Р-н "Айс" / Автошкола - КГУ ─ ул. Клыкова ─ ул. Пюрбеева ─ ул. Эсамбаева - маг. "Энергия"                                                   |
| 7                          | ул. Тенгрин Уйдл ─ ул. Ипподромная - 1 мкр. - Гостиница - КГУ - ул. Бимбаева - 6 мкр. - Октябрь ─ 7 мкр. ─ Сити-Чесс                                                                                                  |
| 9                          | ЖДВ - пр. Городовикова ─ ул. Осипенко / ул. Герасименко - КГУ - Гостиница - 1 мкр. |
| 10                         | ул. Аршанская ─ ул. Физкультурная - ул. Номинханова - Церковь - ул. С. Радонежского - Русская национальная гимназия - ДДТ - Гостиница - Р-н "Айс" / Автошкола - Рес. больница ─ Муз. Училище ─ пл. Городовикова ─ ЖДВ |
| 11                         | ЖДВ - Школа №21 - Муз. Училище ─ Рес. больница - Р-н "Айс" / Автошкола - Гостиница - 1 мкр. ─ ул. Ипподромная ─ ул. Тенгрин Уйдл                                                                                      |
| 12                         | Студгородок - Муз. Училище ─ Рес. больница - Р-н "Айс" / Автошкола - КГУ ─ ул. Клыкова ─ ул.Пюрбеева ─ ул. Эсамбаева - маг. "Энергия"                                                                                 |
| 15                         | Автодорожный колледж ─ Ресторан «Айс» - МВД ─ Кировский мост - ул. Скрипкина - Хурул ─ п. Аршан (ул. Гагарина - Школа № 15 - Магазин);                                                                                |
| 17                         | ул. Скрипкина - ул. Лаганская - Лесхоз - ул. Островского - ул. Чернышевского - ул. Физкультурная - Гостиница ─ Р-н "Айс" / Автошкола - Рес. больница - Муз. Училище - Школа №21 - ЖДВ                                 |
| 19                         | ул. 8-я Северо-Западная ─ 23 школа ─ ул. Хомутникова - Гостиница ─ КГУ - ул. Клыкова - ул. Пюрбеева ─ ул. Хрущёва - ул. Эсамбаева - маг. "Энергия"                                                                    |
| 20                         | 10 мкр. - Школа №21 - Муз. Училище ─ ЦОТ «КИТ» ─ 1 мкр. - Гостиница ─ КГУ - ул. Клыкова ─ ул. Пюрбеева ─ ул. Хрущёва - ул. Эсамбаева - маг. "Энергия"                                                                 |
| 21                         | ЖДВ - Школа №21 - Муз. Училище ─ Рес. Больница - КГУ ─ ул. Бимбаева ─ 6 мкр. - Октябрь ─ маг. "Энергия" ─ ул. Пюрбеева ─ ул. Эсамбаева - ул. Хрущёва                                                                  |
| 23                         | ул. Джалыкова ─ ул. Кирбазарная - Церковь - ул. С. Радонежского - Гостиница - КГУ ─ ул. Бимбаева - 6 мкр. - Октябрь ─ маг. "Энергия" ─ ул. Пюрбеева ─ ул. Эсамбаева ─ ул. Хрущёва                                     |
| 25                         | ЖДВ - пр. Городовикова - Муз. Училище ─ Рес. больница - Р-н "Айс" / Автошкола - КГУ ─ ул.Клыкова - средняя школа № 17 - 6 мкр.                                                                                        |
| 26                         | ул. Звёздная ─ ул. Строительная - Западная подстанция - Авторынок - Школа № 2 - Гостиница - КГУ ─ ул. Клыкова - средняя школа № 17 - 6 мкр.                                                                           |
| 85                         | ЖДВ - пр. Городовикова - Муз. Училище - ЦОТ «КИТ» ─ 1 мкр. - Гостиница ─ КГУ - гипермаркет «Магнит» ─ ул. Пюрбеева ─ ул. Хрущёва - ул. Эсамбаева - маг. "Энергия"                                                     |

### Подвижной состав
- ГАЗ-322132
- Луидор-225000 (ГАЗ-322133)
- ПАЗ-320402-05
- ПАЗ-320402-05 «Вектор»
- ГАЗель CITY
- ПАЗ-320405-04 «Вектор Next»
- ПАЗ-320435-04 «Вектор Next»
- ЛиАЗ-4292

### Связь
На сегодняшний день услуги проводной телефонной связи в городе предоставляет компания «Rostelecom». Телефонная сеть Элисты имеет пятизначную нумерацию. Телефонный код города — (+7) 84722.
Сотовая Связь на территории города предоставлена компаниями «MTS», «BeeLine», «MegaFon», и «Yota».
Доступ в Интернет обеспечивают компании «MTS», «Зеленая Точка», «Mega-Life», «Сибирский Медведь», «Rostelecom», а также следующие Федеральные Сотовые Операторы такие как «MTS», «BeeLine», «MegaFon», и «Yota», (посредством сотовой связи формата LTE-4G).
Продажей бытовой и мобильной техникой в Элисте занимаются несколько компаний: «Nix», «DNS», и «Citilink».

## Наука и образование
Элиста — крупнейший научный и образовательный центр Республики Калмыкия. Здесь функционируют:
- Научные учреждения:
  - Калмыцкий институт гуманитарных исследований РАН (КИГИ РАН)[90];
  - Калмыцкий НИИ сельского хозяйства РАСХН;
  - Институт комплексных исследований аридных территорий[91]
  - Калмыцкий научно-исследовательский и проектно-изыскательский институт земельных ресурсов
- Высшие учебные заведения[92]:
- Калмыцкий государственный университет
  - Филиал Южного федерального университета
  - Калмыцкий технологический институт (филиал) Пятигорского государственного технологического университета
  - Филиал Российского государственного гуманитарного университета
  - Калмыцкий филиал МАЭП
  - Приволжский филиал МФЮА
  - Калмыцкий филиал МОСУ
- Средние профессиональные образовательные учреждения[93]:
  - Элистинское училище искусств им. П.О. Чонкушова
  - Элистинский автомобильно-дорожный колледж[94]
  - Элистинский педагогический колледж имени Х.Б. Канукова
  - Калмыцкий медицинский колледж им. Т. Хахлыновой
  - Калмыцкий государственный технолого-экономический колледж (Профлицей № 2)
  - Калмыцкий государственный финансово-экономический колледж
  - Калмыцкий техникум — филиал Московского государственного университета экономики, статистики и информатики
  - Калмыцкий филиал Ростовского художественного училища им. М. Б. Грекова
- Более 20 школ, лицеев, гимназий
- Детские сады и ясли

Дополнительное образование
- Дворец детского творчества
- Детская школа искусств № 1
- Детская школа искусств № 2
- Детская музыкальная школа им. С.-Г. О. Дорджина. Открыта в 1937 году[95]
- Спортивная школа олимпийского резерва по боксу им. Ц. С. Балзанова
- Спортивная школа по шахматам
- Центр детско-юношеского туризма и краеведения
- Центр развития одарённых детей
- Эколого-биологический центр учащихся

## Культура
Элиста — важный историко-культурный центр Калмыкии.
В городе действуют 3 театра: театр юного зрителя «Джангар», Республиканский Русский театр драмы и комедии, Калмыцкий государственный театр им. Б. Басангова, расположен Государственный концертный зал Республики Калмыкия
Функционируют Культурный центр «Родина», кинотеатр «Октябрь».
В Элисте расположена крупнейшая библиотека Калмыкии — Республиканская библиотека им. А. М. Амур-Санана. Также библиотечное обслуживание населения осуществляют Республиканская детская библиотека им. Н. Очирова, Центральная городская библиотека им. А. С. Пушкина и другие библиотеки.
В Элисте действует несколько музеев: Республиканский краеведческий музей им. проф. Н. Н. Пальмова, его филиал — государственная картинная галерея, Музей истории буддизма, тибетский дом-музей буддийской философии «Потала».
- Библиотека имени Амур-Санана
- Калмыцкий государственный театр им. Б. Басангова
- Русский театр

## Религия
В Элисте проживают представители практически всех основных мировых религий. Наибольшее число верующих являются буддистами, придерживающимися, как правило, традиции школы Гелуг (калм. Шар шаҗн — «жёлтая вера»), и православными. Элиста — административный центр Элистинской и Калмыцкой епархии Русской Православной Церкви. Также в городе действуют религиозные организации и общины католиков, мусульман, лютеран, адвентистов седьмого дня, евангельских христиан-баптистов и др. В Элисте ночью со 2 на 3 июля 2014 года, неизвестные сожгли единственную городскую мечеть.
Тибетский буддизм
- Золотая Обитель Будды Шакьямуни.
- Сякюсн-Сюме.

Русская православная церковь
- Кафедральный собор Казанской иконы Божией Матери.

Католическая церковь
- Костёл Франциска Ассизского.

- Золотая Обитель Будды Шакьямуни (Алтн-Сюме)
- Сякюсн-Сюме
- Казанский собор
- Костёл Франциска Ассизского

## Архитектура и достопримечательности
Город сильно пострадал во время боевых действий, осталось всего несколько зданий довоенной постройки. Самыми старыми зданиями в Элисте являются здание Крестовоздвиженской церкви (бывшая церковно-приходская школа, построенная в 1879 году) и здание Красной школы, построенное в 1907 году.
На высоком кургане в при северном въезде в город воздвигнут памятник в честь освободителей столицы Калмыкии — танкистов 6-й Гвардейской танковой бригады 28-й Армии. В парке «Дружба» в 1965 году расположен мемориальный комплекс в честь героев — комсомольцев и партизан, погибших в годы гражданской и Великой Отечественной войн. В парке также находится родник «Бортха», возле которого с 1862 года стал образовываться будущий город. Родник «Бортха» протекает по региональному памятнику природы «Дубовая роща».
На площади Городовикова установлен открытый в 1976 году памятник герою Советского Союза генералу О. И. Городовикову.
В парке «Дружба» расположен Памятник, посвящённый сказителю джангарчи Ээлян Овла, воспевающего эпос «Джангар». Песни о Джангаре являются самыми излюбленными и самыми распространёнными в устном народном творчестве калмыков. В парке находится Аллея Героев, где установлен памятник Герою Советского Союза, военачальнику Б. Б. Городовикову (1910—1983). В сквере возле культурного центра Родина располагается памятник Александру Пушкину.
В 1996 году к очередной годовщине депортации калмыков в Сибирь на восточной окраине города был открыт мемориальный комплекс «Исход и Возвращение» (архитектор Сергей Курнеев, скульптор Эрнст Неизвестный).
Своеобразие городу придаёт размещённые на улицах города скульптурные композиции, связанные с историей, мифологией, культурой и религией калмыцкого народа. Среди них самыми известными являются скульптуры Белого старца, Эхо, Золотого всадника. Многие из них были установлены в 1997-1998 годах в Элисте по итогам четырёх международных конкурсов с участием скульптуров из Японии, Болгарии, Литвы, Армении, Грузии и городов России.
В 1998 году в Элисте прошла 33-я Всемирная шахматная олимпиада. К шахматной олимпиаде в Элисте был построен «шахматный» город — Сити-Чесс, который составили уникальное здание Дворца шахмат — Сити-Чесс-холла и 87 коттеджей. К олимпиаде на проспекте, ведущем в шахматный городок, был установлен памятник Остапу Бендеру. В августе 2022 года памятник был демонтирован.
5 октября 1996 года на южной окраине города был открыт первый буддийский храм — Сякюсн-Сюме. Строительство храма продолжалось 4 года на пожертвования жителей республики и президента Калмыкии Кирсана Илюмжинова. В 1997 году в центре города была установлена Ротонда с памятником Будды.
27 декабря 2005 года освящён расположенный на улице Клыкова крупнейший буддийский храм республики — новый центральный хурул «Золотая обитель Будды Шакьямуни» (калм. Бурхн Багшин алтн сүме), в котором расположена самая высокая в Европе статуя Будды. В здании имеются два молитвенных зала, конференц-зал, библиотека и резиденция Далай-ламы.
Храм возведён на месте старого завода железобетонных изделий по благословению главы школы гелуг тибетского буддизма Далай-ламы XIV, посетившего Элисту в 2004 году с пастырским визитом. Строительство первой очереди храма заняло менее года. Открытие хурула было приурочено к празднованию буддийского праздника Зул и годовщине депортации калмыков в Сибирь и на Дальний Восток в 1943 году.
Украшением города стали буддийские субурганы. Первая Ступа Просветления в Элисте была открыта в 1999 году и расположена в 7-м микрорайоне города, близ въезда в Сити-Чесс. В 2012 году в 9-м микрорайоне была открыта самая высокая в Калмыкии Ступа Просветления (высота более 14 метров). В третьем микрорайоне города расположена ступа Примирения
Широко представлены в городе и сооружения православной архитектуры. В 1997 году Патриархом Алексием II был освящён расположенный в западной части города Собор Казанской иконы Божией Матери (освящён 7 июня 1997 года). Близ Сити-Чесс расположена Часовня Святого Георгия Победоносца (установлена в 1998 году). В 7-м микрорайоне Элисты расположена Часовня Святого Сергия Радонежского.
На улице Клыкова расположен католический приход святого Франциска Ассизского.
В 2006 году была проведена реконструкция площади В. И. Ленина. Сейчас там находится памятник В. И. Ленину, «Пагода 7 дней», фонтан «Три лотоса» и шахматная доска размером примерно (5×5 м). Здесь любит собираться молодёжь для романтических встреч и свиданий.
Отдельные здания и памятники города включены в реестр объектов культурного наследия федерального значения и Республики Калмыкии.
- Памятник Остапу Бендеру
- Ступа Примирения, 3-й микрорайон
- Ступа Просветления, 9-й микрорайон
- Алтын Босх — ворота парка «Дружба»

## Средства массовой информации
В Элисте действует одна государственная телерадиокомпания, вещают двадцать телеканалов. В городе принимаются двенадцать популярных FM-радиостанции.

### Печатные периодические издания
В Элисте выходят следующие периодические издания:
- Байр (калм. Радость) — детский иллюстрированный журнал на калмыцком и русском языках;
- Известия Калмыкии — информационно-аналитическая газета. Учредитель — ООО Издательский дом «Известия Калмыкии»;
- Парламентский вестник Калмыкии — общественно-политическая газета Народного Хурала Калмыкии;
- Теегин герл (калм. Свет в степи) — литературно-художественный и общественно-публицистический журнал на калмыцком и русском языках;
- Хальмг Үнн (калм. Калмыцкая правда) — общественно-политическая газета, выходящая на калмыцком и русском языках. Учредители — Администрация Главы Республики Калмыкия, Народный Хурал (Парламент) Республики Калмыкия;
- Элистинский курьер — городской информационно-рекламный еженедельник;
- Элистинская панорама — городская общественно-политическая газета.
- Степная мозаика — рекламно-информационный еженедельник. Последний номер вышел 27 декабря 2013 года.

### Телекомпании
- ВГТРК «Калмыкия» — государственная телерадиокомпания Калмыкии. Вещает на телеканалах Россия-1 и Россия-24 и на радиоканалах Радио России и Радио Маяк в перерывах на местные новости по будням и выходным.
- Хамдан — государственная телекомпания. Официальное название — ГУ «Калмыцкая-ТРК». Территория распространения — город Элиста и пригород. Вещал в перерывах на телеканале «Домашний».
- Национальное Телевидение Калмыкии (НТК) — (Бывший Хамдан)— государственная телекомпания. Территория распространения — город Элиста и пригород. Вещает в региональных врезках на телеканале «ОТР».

Аналоговое вещание 9 федеральных телеканалов из 10 в Элисте было прекращено 15 апреля 2019 года в рамках второго этапа отключения аналогового вещания обязательных общедоступных телеканалов, в которую попала Республика Калмыкия. До апреля 2020 года продолжалось аналоговое вещание телеканала «Домашний», поскольку на этой частоте вещали блоки телеканала «Хамдан», после чего вещание аналогового телевидения в Элисте было полностью прекращено.

### Радио
По состоянию на 9 Октября 2023 Года в FM-Диапазоне Элисты ведется вещание 12 радиостанций
| Частота (FM) | Название радиостанции           | Дата запуска вещания в городе | Вещание Да или Нет ? | Примечания |
| ------------ | ------------------------------- | ----------------------------- | -------------------- | --- |
| 99,9         | Детское радио                   | 9 октября 2023 года           | Да                   | |
| 101,7        | Русское радио                   | 1990-е                        | Да                   | |
| 102,2        | Радио Маяк                      | Июль 2015 года                | Да                   | До июля 2015 года осуществлялось вещание на частоте 69,17 МГц. В августе 2015 года некоторое время вещало «Вести ФМ». С октября 2015 года на этой частоте выходят в эфир региональные радиопрограммы ВГТРК «Калмыкия»                          |
| 102,7        | Радио России / ВГТРК «Калмыкия» | 25 декабря 2015 года          | Да                   | До конца 2000-х вещало Авторадио. С 28 декабря 2015 года на этой частоте выходят в эфир региональные радиопрограммы ВГТРК «Калмыкия». Ранее «Радио России» осуществляло вещание на частотах 846 КГц в СВ-диапазоне и 67,28 МГц в УКВ-диапазоне |
| 103,2        | Юмор FМ                         | 20 апреля 2015 года           | Да                   | С 1995 и до 19 апреля 2015 года на этой частоте вещало Ретро ФМ. Изначально вещала на частоте 103,5 МГц |
| 103,7        | Ретро FM                        | Сентябрь 2017 года            | Да                   | См. выше. В сентябре 2017 года вещание было вновь запущено, но уже на другой частоте |
| 105,2        | Европа Плюс                     | 1990-е                        | Да                   | |
| 105,6        | Вести FM                        | 1 ноября 2020 года            | Да                   | См. выше. |
| 106,1        | Радио Звезда                    | Ноябрь 2017 года              | Да                   | |
| 107,1        | Радио Пи FM                     | 1 октября 2021 года           | Да                   | В феврале 2019 года выиграла конкурс на частоту, запуск в течение 1-3 лет |
| 107,5        | Авторадио                       | 8 июля 2022 года              | Да                   | Изначально на частоте 107,5 FM планировалось запустить Радио Шансон, поскольку в феврале 2019 года победило в конкурсе на частоту. |
| 107,9        | Дорожное радио                  | 2012 — 2013 годы              | Да                   | 4 марта 2014 года на этой частоте вещала радиостанция DFM всего один день. Тестовое вещание Некоторое время на этой частоте было звуковое сопровождение «Инфоканала Триколор»                                                                  |

Примечание: 28 декабря каждого года в День памяти жертв депортации калмыцкого народа на один день прекращается вещание музыкальных радиостанций.

## Города-побратимы
- Лхаса, Тибетский автономный район, Китай — с 27 октября 2004 года.
- Улан-Удэ, Бурятия, Россия — с 18 июля 2010 года[113].
- Хауэлл, штат Нью-Джерси, США.
- Улан-Батор, Монголия[114].
- Актау, Мангистауская область, Казахстан — с 11 апреля 2016 года[115].
- Ялта, Республика Крым, Россия — с 13 февраля 2017 года[116].

## Почётные граждане
На 23 марта 2023 года:
- Абушинов Геннадий Алексеевич
- Авеева Зоя Эрдниевна
- Адьянов Василий Георгиевич
- Андреев Джиджан Андреевич
- Артюхов Виталий Григорьевич
- Бабичев Владимир Степанович
- Баденова Нина Петровна
- Бакаев Бембет Дорджиевич
- Богданов Валерий Петрович
- Васильева Елизавета Нигмяровна
- Гаряев Санджи Джанджаевич
- Гахаев Михаил Нохаевич
- Гечинова Мария Доржиновна
- Громова Нина Бамбаевна
- Деревенченко Виктор Фёдорович
- Джимбеев Виктор Николаевич
- Джимбиев Андрей Манганыкович
- Зосимов Василий Владимирович
- Иванов Михаил Петрович
- Илюмжинов Кирсан Николаевич
- Казанцев Виктор Германович
- Калдариков Николай Матвеевич
- Кичиков Олег Владимирович
- Комбиров Санджи Комбирович
- Кутушов Георгий Монголович
- Литвинова Валентина Михайловна
- Мамошина Раиса Маджиевна
- Манджиков Фёдор Чимидович
- Немичев Иван Степанович
- Пальшинова Делгир Лялиновна
- Паляев Очир Нохалаевич
- Погребной Павел Кузьмич
- Полоусов Степан Прокофьевич
- Преснов Владимир Иванович
- Ракович Юрий Федотович
- Самохин Тавшка Шаштаевич
- Санжинов Леонид Ковальевич
- Сарсинов Алексей Тимофеевич
- Сельвина Клара Есиновна
- Скаргин Валерий Семёнович
- Сокиркин Юрий Васильевич
- Тимошкаева Эльза Санджиева
- Учурова Валентина Нарановна
- Худобченок Кирсан Кирьянович
- Цебеков Эренджен Александрович
- Чубов Василий Семёнович
- Шалбурова Роза Гаряевна
- Шарапова Раиса Дорджиевна
- Джеваков Олег Еленович